# Ronde van Spanje 2016
De 71e editie van de Ronde van Spanje ging van start op zaterdag 20 augustus 2016 in Laias met een ploegentijdrit over 29,4 km en eindigde op zondag 11 september 2016 in Madrid. Er startten 22 ploegen: de achttien UCI World Tour-ploegen en vier procontinentale ploegen via wildcards (Bora-Argon 18, Cofidis, Direct Énergie en Caja Rural-Seguros RGA).
De Italiaan Fabio Aru was titelverdediger, maar startte niet. Chris Froome, Alberto Contador en Nairo Quintana startten als de grootste favorieten op de eindzege. Quintana bleek na drie weken de beste te zijn en won zijn eerste Vuelta en zijn tweede grote ronde.
Vier etappes in deze Vuelta werden gewonnen door Belgen (Jens Keukeleire, Jonas Van Genechten en tweemaal Gianni Meersman) en één etappe door een Nederlander (Robert Gesink op de Col d'Aubisque).

## Prijzengeld
De eindoverwinning leverde 150.000 euro op en een etappewinst 11.000 euro.

## Deelnemende ploegen
| 18 UCI World Tour-ploegen | 18 UCI World Tour-ploegen | 18 UCI World Tour-ploegen | 4 wildcards               |
| ------------------------- | ------------------------- | ------------------------- | ------------------------- |
| AG2R La Mondiale          | FDJ                       | LottoNL-Jumbo             | Bora-Argon 18             |
| Astana                    | Giant-Alpecin             | Movistar                  | Cofidis Solutions Crédits |
| BMC Racing Team           | IAM Cycling               | Orica-BikeExchange        | Direct Énergie            |
| Cannondale                | Katjoesja                 | Team Sky                  | Caja Rural-Seguros RGA    |
| Dimension Data            | Lampre-Merida             | Tinkoff                   |                           |
| Etixx-Quick Step          | Lotto Soudal              | Trek-Segafredo            |                           |
|                           |                           |                           |                           |
|                           |                           |                           |                           |

## Etappe-overzicht
| Rit | Datum        | Start-Finish                                                       | Afstand (km)     | Type                | Winnaar                                                                                 | Ploeg                                                                                   | Klassementsleider  |                  |
| --- | ------------ | ------------------------------------------------------------------ | ---------------- | ------------------- | --------------------------------------------------------------------------------------- | --------------------------------------------------------------------------------------- | ------------------ | ---------------- |
| 1   | 20 augustus  | Laias – Castrelo de Miño                                           | 29,4             | Ploegentijdrit      | Team Sky (Froome, Boswell, Gołaś, Kennaugh, Knees, König, Kwiatkowski, López en Puccio) | Team Sky (Froome, Boswell, Gołaś, Kennaugh, Knees, König, Kwiatkowski, López en Puccio) | Peter Kennaugh     |                  |
| 2   | 21 augustus  | Ourense – Baiona                                                   | 159              | Vlakke rit          | Gianni Meersman                                                                         | Etixx-Quick Step                                                                        | Michał Kwiatkowski |                  |
| 3   | 22 augustus  | Marín – Dumbría (Mirador de Ézaro)                                 | 170              | Heuvelrit           | Alexandre Geniez                                                                        | FDJ                                                                                     | Rubén Fernández    |                  |
| 4   | 23 augustus  | Betanzos – Cedeira (San Andrés de Teixido)                         | 161              | Heuvelrit           | Lilian Calmejane                                                                        | Direct Énergie                                                                          | Darwin Atapuma     |                  |
| 5   | 24 augustus  | Viveiro – Lugo                                                     | 170              | Vlakke rit          | Gianni Meersman                                                                         | Etixx-Quick Step                                                                        | Darwin Atapuma     |                  |
| 6   | 25 augustus  | Monforte de Lemos – Luintra (Ribeira Sacra)                        | 163              | Heuvelrit           | Simon Yates                                                                             | Orica-BikeExchange                                                                      | Darwin Atapuma     |                  |
| 7   | 26 augustus  | Maceda – Puebla de Sanabria                                        | 158,3            | Heuvelrit           | Jonas Van Genechten                                                                     | IAM Cycling                                                                             | Darwin Atapuma     |                  |
| 8   | 27 augustus  | Villalpando – Sabero (La Camperona)                                | 177              | Bergrit             | Sergej Lagoetin                                                                         | Team Katjoesja                                                                          | Nairo Quintana     |                  |
| 9   | 28 augustus  | Cistierna – Oviedo (Alto del Naranco)                              | 165              | Heuvelrit           | David de la Cruz                                                                        | Etixx-Quick Step                                                                        | David de la Cruz   |                  |
| 10  | 29 augustus  | Lugones – Lagos de Covadonga                                       | 186,7            | Bergrit             | Nairo Quintana                                                                          | Movistar Team                                                                           | Nairo Quintana     |                  |
|     | 30 augustus  | Rustdag Asturië                                                    | Rustdag Asturië  | Rustdag Asturië     | Rustdag Asturië                                                                         | Rustdag Asturië                                                                         | Rustdag Asturië    | Rustdag Asturië  |
| 11  | 31 augustus  | Colunga – Medio Cudeyo (Peña Cabarga)                              | 168,8            | Heuvelrit           | Chris Froome                                                                            | Team Sky                                                                                | Nairo Quintana     |                  |
| 12  | 1 september  | Los Corrales de Buelna – Bilbao                                    | 193,2            | Heuvelrit           | Jens Keukeleire                                                                         | Orica-BikeExchange                                                                      | Nairo Quintana     |                  |
| 13  | 2 september  | Bilbao – Dantxarinea                                               | 212,8            | Heuvelrit           | Valerio Conti                                                                           | Lampre-Merida                                                                           | Nairo Quintana     |                  |
| 14  | 3 september  | Dantxarinea – Col d'Aubisque                                       | 195,6            | Bergrit             | Robert Gesink                                                                           | Team LottoNL-Jumbo                                                                      | Nairo Quintana     |                  |
| 15  | 4 september  | Sabiñánigo – Sallent de Gállego (Aramon Formigal)                  | 120              | Bergrit             | Gianluca Brambilla                                                                      | Etixx-Quick Step                                                                        | Nairo Quintana     |                  |
| 16  | 5 september  | Alcañiz – Peñíscola                                                | 158              | Vlakke rit          | Jempy Drucker                                                                           | BMC Racing Team                                                                         | Nairo Quintana     |                  |
|     | 6 september  | Rustdag Valencia                                                   | Rustdag Valencia | Rustdag Valencia    | Rustdag Valencia                                                                        | Rustdag Valencia                                                                        | Rustdag Valencia   | Rustdag Valencia |
| 17  | 7 september  | Castellón – Lucena del Cid (Camins del Penyagolosa)                | 173,3            | Heuvelrit           | Mathias Frank                                                                           | IAM Cycling                                                                             | Nairo Quintana     |                  |
| 18  | 8 september  | Requena – Gandía                                                   | 191              | Vlakke rit          | Magnus Cort                                                                             | Orica-BikeExchange                                                                      | Nairo Quintana     |                  |
| 19  | 9 september  | Xàbia – Calp                                                       | 39               | Individuele tijdrit | Chris Froome                                                                            | Team Sky                                                                                | Nairo Quintana     |                  |
| 20  | 10 september | Benidorm – Confrides (Alto de Aitana, Escuadrón Ejército del Aire) | 184              | Bergrit             | Pierre Latour                                                                           | AG2R La Mondiale                                                                        | Nairo Quintana     |                  |
| 21  | 11 september | Las Rozas – Madrid                                                 | 102,5            | Vlakke rit          | Magnus Cort                                                                             | Orica-BikeExchange                                                                      | Nairo Quintana     |                  |

## Klassementsleiders na elke etappe
| Etappe      | Rode trui Alg. klassement | Groene trui Puntenklassement | Bolletjestrui Bergklassement | Witte trui Combiklassement | Geel rugnummer Ploegenklassement | Rood rugnummer Strijdlust |
| 1           | Peter Kennaugh            | niet uitgereikt              | niet uitgereikt              | niet uitgereikt            | Team Sky                         | niet uitgereikt           |
| 2           | Michał Kwiatkowski        | Gianni Meersman              | Laurent Pichon               | Laurent Pichon             | Team Sky                         | niet uitgereikt           |
| 3           | Rubén Fernández           | Alexandre Geniez             | Alexandre Geniez             | Rubén Fernández            | Movistar Team                    | Simon Pellaud             |
| 4           | Darwin Atapuma            | Alexandre Geniez             | Alexandre Geniez             | Darwin Atapuma             | Movistar Team                    | Thomas De Gendt           |
| 5           | Darwin Atapuma            | Gianni Meersman              | Alexandre Geniez             | Darwin Atapuma             | Movistar Team                    | Tiago Machado             |
| 6           | Darwin Atapuma            | Gianni Meersman              | Alexandre Geniez             | Darwin Atapuma             | Movistar Team                    | Omar Fraile               |
| 7           | Darwin Atapuma            | Gianni Meersman              | Alexandre Geniez             | Darwin Atapuma             | Movistar Team                    | Luis Ángel Maté           |
| 8           | Nairo Quintana            | Gianni Meersman              | Sergej Lagoetin              | Alejandro Valverde         | Etixx-Quick Step                 | Jhonatan Restrepo         |
| 9           | David de la Cruz          | Gianni Meersman              | Thomas De Gendt              | David de la Cruz           | Etixx-Quick Step                 | Luis León Sánchez         |
| 10          | Nairo Quintana            | Alejandro Valverde           | Omar Fraile                  | Nairo Quintana             | Movistar Team                    | Luis Ángel Maté           |
| 11          | Nairo Quintana            | Alejandro Valverde           | Nairo Quintana               | Nairo Quintana             | Movistar Team                    | Tiago Machado             |
| 12          | Nairo Quintana            | Alejandro Valverde           | Nairo Quintana               | Nairo Quintana             | Movistar Team                    | David López               |
| 13          | Nairo Quintana            | Alejandro Valverde           | Sergej Lagoetin              | Nairo Quintana             | BMC Racing Team                  | Gatis Smukulis            |
| 14          | Nairo Quintana            | Alejandro Valverde           | Kenny Elissonde              | Nairo Quintana             | BMC Racing Team                  | Simon Gerrans             |
| 15          | Nairo Quintana            | Alejandro Valverde           | Kenny Elissonde              | Nairo Quintana             | BMC Racing Team                  | Alberto Contador          |
| 16          | Nairo Quintana            | Alejandro Valverde           | Kenny Elissonde              | Nairo Quintana             | BMC Racing Team                  | Luis Ángel Maté           |
| 17          | Nairo Quintana            | Alejandro Valverde           | Kenny Elissonde              | Nairo Quintana             | BMC Racing Team                  | Jaime Rosón               |
| 18          | Nairo Quintana            | Alejandro Valverde           | Kenny Elissonde              | Nairo Quintana             | BMC Racing Team                  | Fumiyuki Beppu            |
| 19          | Nairo Quintana            | Alejandro Valverde           | Kenny Elissonde              | Nairo Quintana             | BMC Racing Team                  | Chris Froome              |
| 20          | Nairo Quintana            | Fabio Felline                | Omar Fraile                  | Nairo Quintana             | BMC Racing Team                  | Luis León Sánchez         |
| 21          | Nairo Quintana            | Fabio Felline                | Omar Fraile                  | Nairo Quintana             | BMC Racing Team                  | niet uitgereikt           |
| Eindstanden | Nairo Quintana            | Fabio Felline                | Omar Fraile                  | Nairo Quintana             | BMC Racing Team                  | Alberto Contador          |

## Eindklassementen

### Algemeen klassement
| Plaats    | Naam             | Ploeg              | Tijd       |
| --------- | ---------------- | ------------------ | ---------- |
| Rode trui | Nairo Quintana   | Movistar Team      | 83u31'28"  |
| 2         | Chris Froome     | Team Sky           | + 1'23"    |
| 3         | Esteban Chaves   | Orica-BikeExchange | + 4'08"    |
| 4         | Alberto Contador | Tinkoff            | + 4'21"    |
| 5         | Andrew Talansky  | Cannondale-Drapac  | + 7'43"    |
| 6         | Simon Yates      | Orica-BikeExchange | + 8'33"    |
| 7         | David de la Cruz | Etixx-Quick Step   | + 11'18"   |
| 8         | Daniel Moreno    | Movistar Team      | + 13'04"   |
| 9         | Davide Formolo   | Cannondale-Drapac  | + 13'17"   |
| 10        | George Bennett   | Team LottoNL-Jumbo | + 14'07"   |
|           |                  |                    |            |
| 14        | Ben Hermans      | BMC Racing Team    | + 19'10"   |
| 34        | Robert Gesink    | Team LottoNL-Jumbo | + 1u32'23" |

### Nevenklassementen
| Puntenklassement |                    |                    |        |
| Plaats           | Naam               | Ploeg              | Punten |
| Groene trui      | Fabio Felline      | Trek-Segafredo     | 100    |
| 2                | Nairo Quintana     | Team Movistar      | 97     |
| 3                | Alejandro Valverde | Team Movistar      | 93     |
|                  |                    |                    |        |
| 6                | Gianni Meersman    | Etixx-Quick Step   | 73     |
| 11               | Robert Gesink      | Team LottoNL-Jumbo | 48     |

| Bergklassement        |                 |                    |        |
| Plaats                | Naam            | Ploeg              | Punten |
| Bolletjestrui (blauw) | Omar Fraile     | Dimension Data     | 58     |
| 2                     | Kenny Elissonde | FDJ                | 57     |
| 3                     | Robert Gesink   | Team LottoNL-Jumbo | 37     |
|                       |                 |                    |        |
| 8                     | Thomas De Gendt | Lotto-Soudal       | 19     |

| Combinatieklassement |                 |               |        |
| Plaats               | Naam            | Ploeg         | Punten |
| Witte trui           | Nairo Quintana  | Team Movistar | 8      |
| 2                    | Chris Froome    | Team Sky      | 17     |
| 3                    | Kenny Elissonde | FDJ           | 33     |

| Ploegenklassement |                   |            |
| Plaats            | Ploeg             | Tijd       |
| 1                 | BMC Racing Team   | 249u48'23" |
| 2                 | Team Movistar     | +4'43"     |
| 3                 | Cannondale-Drapac | +22'44"    |